# Tapasztó Levente
Tapasztó Levente (Arad, 1979. augusztus 16. –) Lendület-ösztöndíjas magyar fizikus, a Magyar Tudományos Akadémia levelező tagja.

## Tanulmányai
Fizikusi diplomáját a kolozsvári Babeş–Bolyai Egyetemen szerezte 2002-ben. Ezt követően Magyarországra települt, majd 2008-ban summa cum laude PhD fokozatot szerzett.

## Szakmai tevékenysége
PhD fokozatszerzése után az MTA Energiatudományi Kutatóközpont Műszaki Fizikai és Anyagtudományi Intézetének Nanoszerkezetek Osztályán kezdett dolgozni, amelynek ma vezetője. Kutatótársaival együtt nanoszerkezetű anyagok (pl. grafén, fém-kalkogenidek) előállításával, AFM-es és egyéb műszeres vizsgálatával, karakterizálásával foglalkozik.
2014-ben ösztöndíjat nyert a Lendület program keretében. Lendület-kutatócsoportjának témája „Újszerű 2D Anyagok Nanomegmunkálása”. 2025-ben a Magyar Tudományos Akadémia levelező tagjává választották.

## Díjai, elismerései
- Junior Príma díj (2008)[2]
- MTA Ifjúsági Díj (2013)[2][4]
- Lendület ösztöndíj (2014-2019)[3]
- MTA Fizikai Díj (2016)[2]
- European Research Council (ERC) Starting Grant (2015)[2]
- Gyulai Zoltán-díj (2018)[5]

## További információ

### Személyes weblapok
- Tapasztó Levente - ODT Személyi adatlap. doktori.hu. (Hozzáférés: 2019. május 14.)

### Ismeretterjesztés
- TudásPresszó ScienceCafe (2017. május 16.). „TudásPresszó beszélgetés - Tapasztó Levente: Grafén a jövő anyaga”.
- ErdelyiFigyelo (2018. május 11.). „SUMMA Tapasztó Levente fizikussal”.
- István, Palugyai: Magyaroknak köszönhetően egy lépéssel közelebb az olcsó hidrogén. index.hu, 2018. október 26. (Hozzáférés: 2019. május 14.)
- Magyar kutatók sikere. National Geographic. (Hozzáférés: 2019. május 14.)